# Kõpu (gemeente)
Kõpu (Estisch: Kõpu vald) is een voormalige gemeente in de Estlandse provincie Viljandimaa. De gemeente telde begin 2017 611 inwoners en had een oppervlakte van 259 km². In oktober 2017 ging Kõpu op in de fusiegemeente Põhja-Sakala.
Tot de landgemeente behoorden negen dorpen en één wat grotere plaats met de status van alevik (vlek): het hoofddorp Kõpu.
Het bezoekerscentrum van het Nationaal Park Soomaa, een uitgestrekt moerasgebied, lag in deze gemeente.

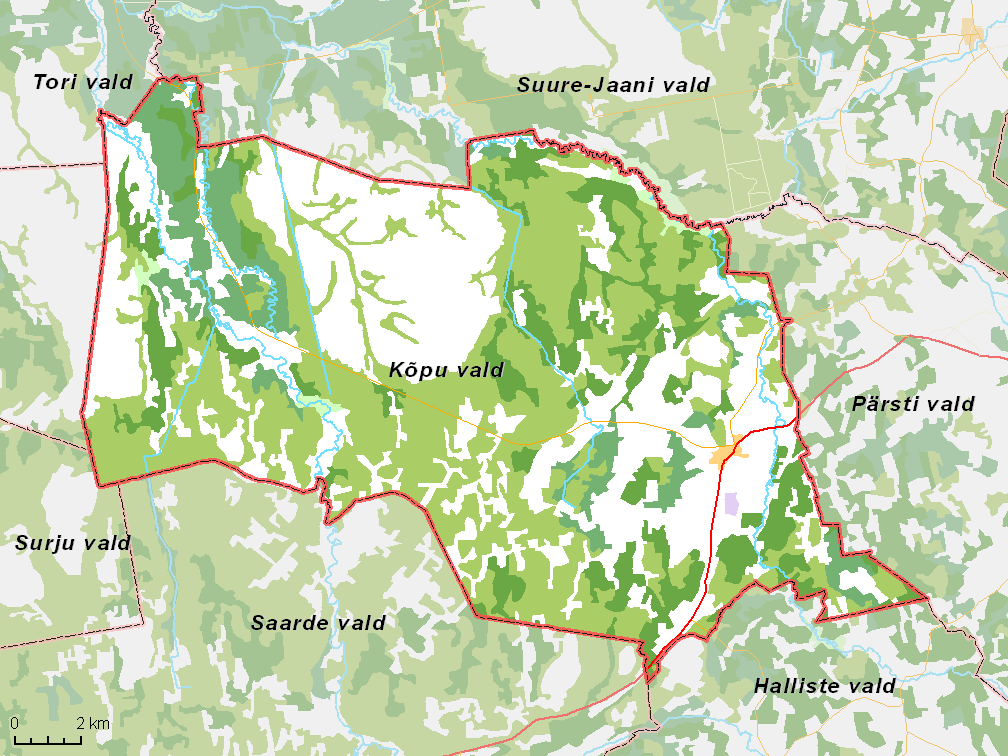
De gemeente met omliggende gemeenten, situatie begin 2017